# Первая Речка (река, впадает в Кроноцкий залив)
Первая Речка — река на полуострове Камчатка. Протекает по территории Елизовского района Камчатского края России.
Длина реки — 16 км. Берёт исток из ледника № 242, расположенного в цирке юго-западной экспозиции вулканического массива Большого Семячика, с южного склона горы Зубчатая и, плавно поворачивая на юго-восток, впадает в Кроноцкий залив.
Название в переводе с ительменского Уачькагачь — «текущая с каменного хребта».

## Данные водного реестра
По данным государственного водного реестра России относится к Анадыро-Колымскому бассейновому округу.